# نشان‌شناسی

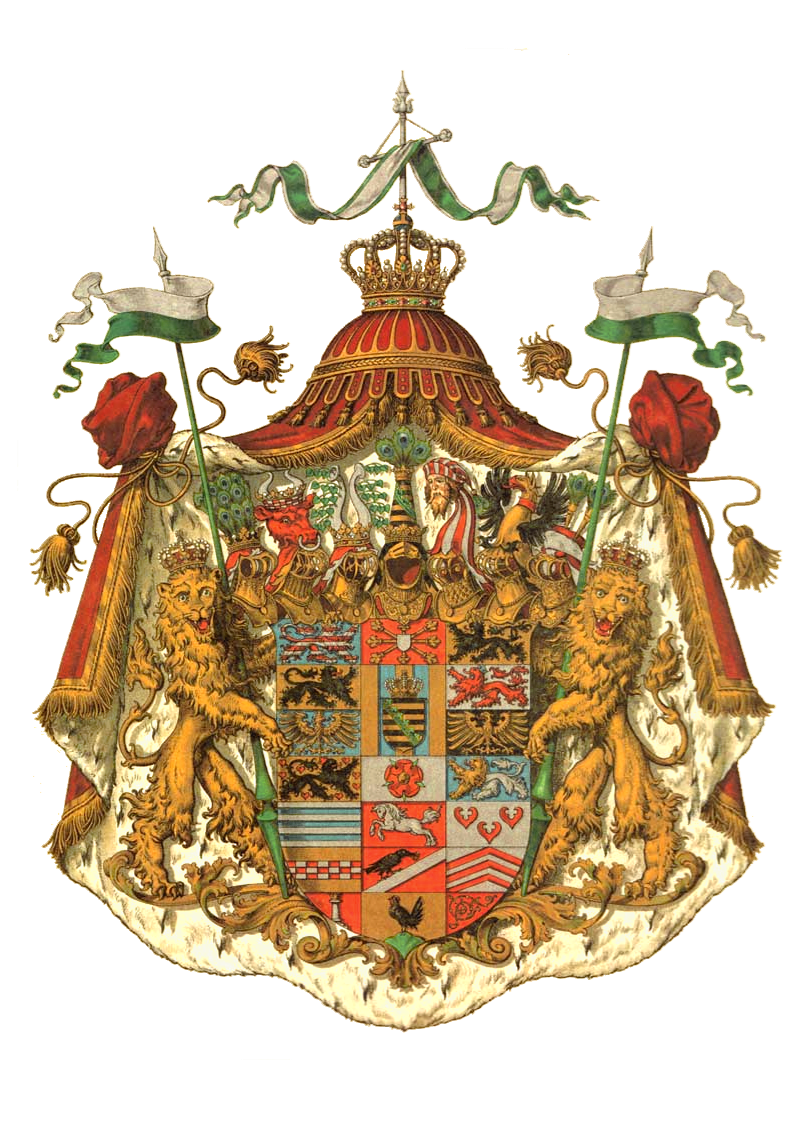
نشان‌شناسی آلمانی شامل نمونه‌هایی است که در آن سپرها نمایان‌گر چندین نشان هستند.

به بررسی و شناخت نشان‌ها و درفش‌های سلطنتی و نشان و حمایل خاندان‌های اشرافی نشان‌شناسی می‌گویند.
نشان‌شناسی حرفه، مطالعه و هنر طراحی و نویسار نشان‌های خانوادگی است. در تعریفی دیگر، نشان‌شناسی به هنر، تاریخ، وراثت، و مقررات حاکم بر نشان‌های خانوادگی و کاربرد القاب نجیب‌زادگی و شهسواری می‌پردازد.
دانش نشان‌ها از نیاز برای تشخیص شوالیه‌هایی که تعیین هویت آن‌ها به خاطر زره‌هایشان دشوار بود بالیدن گرفت. نیاز به تعیین هویت شوالیه‌ای که از سر تا پا در زره بود، به گونه‌ای که حتی صورت او نیز با نقابی پولادین از نظرها پنهان شده بود، نیاز به راهی برای شناسایی هویت وی را پیش کشید. بخشی از اساس تاریخی شکل‌گیری و به کار بستن نشان‌ها به دوران جنگ‌های صلیبی نسبت داده شده‌است.

## پی‌نوشت‌ها
1. ↑  کلانی، رضا. مقدمه‌ای بر تاریخ و مبانی نشان‌شناسی. ص ۶.
2. ↑  کلانی، رضا. مقدمه‌ای بر تاریخ و مبانی نشان‌شناسی. ص ۷.